# 고케닌
고케닌(일본어: 御家人)이란 주로 가마쿠라 시대 쇼군과 주종 관계에 있던 무사를 뜻하는 말로 점차 무사의 신분을 나타내는 말이 되었다.
가마쿠라도노(鎌倉殿 가마쿠라도노[*]) 즉 쇼군으로부터 원래 가지고 있던 영지 소유권을 '안도(安堵)'라는 형식으로 인정받거나 새로운 영지를 하사받는 대신 전투에 참가하여 공을 세우거나 쇼군의 경호, 가마쿠라·교토 경비와 같은 군사적 임무 및 정치기구의 관료로서 막부 정치에 참여, 막부의 재정에 필요한 재원 등을 내는 의무를 다하였다. 고케닌이 되는 방법은 쇼군과 직접 대면하여 주종관계를 맺는 '견참(見參 겐잔[*])'과 고케닌이 되고자 하는 무사가 직접 서명한 서류를 바치는 '명부봉정(名簿奉呈 묘부호테이[*])'의 두 가지 방법이 있었다. 이러한 절차를 거쳐 고케닌이 된 도고쿠 무사들 사이에는 '고케닌은 모두가 평등하고 대등하다'는 의식이 확립되어 있었는데, 가마쿠라 막부의 개창자였던 미나모토노 요리토모가 지향한 궁극적인 목표는 크고 작은 무사단을 이끌고 있는 고케닌들을 결속시키면서 귀족정치와는 다른 독자적인 정권운영을 해나가는 것이었다.
고케닌은 가마쿠라 막부의 근간이 되는 정치체제였고 쇼군 주변의 인적 자원으로 가장 먼저 거론되는 존재였다. 이들을 어떻게 관리하고 통제하느냐가 막부 존립의 관건이었다고 할 수 있는데, 쇼군과 고케닌 관계는 자기 이익의 보정과 확장(쇼군의 경우는 자신의 정권 창출과 통치를 위해, 고케닌이 된 무사의 경우는 집안의 유지와 자손의 번영을 위해)을 위해 맺어진 인위적이면서 공식적(계약관계)인 주종관계였다고 규정할 수 있다. 고대 국가의 노예제적 일방적 지배관계와 근본적으로 다른 점은 '고온(御恩)'과 '호코(奉公)'라는 쌍무적 의무가 전제되었다는 점으로, 가신인 고케닌이 무조건적으로 쇼군에게 충성할 의무를 강요받았던 것이 아니라 전장에서 용맹하게 싸운 '충성'에 대한 대가로 은상(恩償)을 요구할 수도 있었고, 사정에 따라서는 오랫동안 섬겼던 주군을 버리는 경우도 적지 않았다. 이들에게 '충성'이란 집안의 유지와 자손의 번영이라는 궁극적인 자기 목표를 위한 수단에 불과했고, 그것을 달성하기 위해 주군을 받들지만 같은 주군을 섬기는 고케닌 상호간에는 별다른 연대감이 없었다.
무로마치 시대에는 직접적으로 고케닌을 두지 않았지만, 쇼군을 직접적으로 섬기는 무사를 뜻하는 봉공중(일본어: 奉公衆 호코슈[*])이란 말대신 고케닌으로 기록하는 경우가 종종 있었다.
센고쿠 시대에서는 다이묘의 상급 부하를 가리키는 말로 쓰이기도 했다.
에도 시대의 고케닌은 쇼군 직속가신단에서 하타모토 다음의 하급무사를 가리키는 말로 바뀌었다. 쇼군을 직접 만날 수 없다는 것이 하타모토와의 차이점이었다. 일반적으로 고케닌의 녹봉은 100석 이하인 경우가 많아 경제적 궁핍에 시달렸으며, 야간 경비 업무 등을 통해 부수입을 얻기도 했다. 에도 시대 후기에 와서 부유한 상인, 농민이 곤궁한 고케닌의 양자 신분을 금전으로 매입하여, 고케닌 신분을 획득하는 것이 공공연히 이루어지게 되었다.

## 같이 보기
- 케닌
- 하타모토